# Sử Triều Nghĩa
Sử Triều Nghĩa (giản thể: 史朝义; phồn thể: 史朝義; bính âm: Shǐ Cháoyì, ?-763) là vị hoàng đế thứ tư và là vua cuối cùng của Đại Yên trong lịch sử Trung Quốc, một nhà nước được An Lộc Sơn lập nên vào năm 756 trong cuộc nổi loạn chống lại nhà Đường. Ông là con trai cả của Sử Tư Minh, đã lật đổ và sau đó giết chết cha trong một cuộc chính biến vào năm 761 và xưng đế. Tuy nhiên, ông đã không thể có được lòng trung thành từ những thuộc hạ của vị hoàng đế tiền nhiệm, và cuối cùng bị liên quân Đường và Hồi Cốt đánh bại. Ông đã tự sát trong lúc tháo chạy.

## Thân thế
Không rõ Sử Triều Nghĩa được sinh ra vào thời điểm nào, chỉ biết ông là con trai cả của Sử Tư Minh, và ông không phải là con ruột của Tân Hoàng hậu.

## Tướng Đại Yên
Sử Tư Minh là người là bạn từ thời thơ ấu của An Lộc Sơn và là thuộc cấp của An Lộc Sơn ngay từ khi họ An còn là tướng của nhà Đường cho đến khi lập nước Đại Yên. Đến năm 757, Sử Tư Minh đã quay lưng lại với người con trai đã sát hại và cướp ngôi An Lộc Sơn là An Khánh Tự, quy phục triều Đường, đưa vùng Phạm Dương (范陽, Bắc Kinh ngày nay) mà ông kiểm soát về với nhà Đường. Sử Tư Minh sau khi khuất phục Đường đã cho Sử Triều Nghĩa trấn giữ Ký Châu (冀州, tương ứng với Hành Thủy, Hà Bắc).
Tuy nhiên, năm 758, Sử Tư Minh do bất bình với một vụ mưu sát không thành của nhà Đường với mình, một lần nữa lại nổi dậy chống triều đình nhà Đường và cứu viện cho An Khánh Tự, người đang bị quân Đường bao vây ở Nghiệp thành. Vào mùa xuân năm 759, Sử Tư Minh đã đánh bại quân Đường đang bao vây Nghiệp thành và sau đó giết chết An Khánh Tự về tội giết cha.
Sử Triều Nghĩa được cử trấn thủ Nghiệp thành. Cuối năm đó, khi Sử Tư Minh xưng làm Hoàng đế Đại Yên ở Phạm Dương, Sử Triều Nghĩa được phong làm Hoài vương.
Sử Triều Nghĩa vốn là tướng dưới quyền cha trong những năm chinh chiến. Ông được mô tả là người tính tình nghiêm cẩn, rất thương yêu tướng sĩ nên được lòng người. Ban đầu Sử Triều Nghĩa được Sử Tư Minh lập làm thái tử, nhưng sau đó Sử Tư Minh lại yêu con nhỏ Sử Triều Thanh là con của hoàng hậu họ Tân nên có ý phế bỏ ông Vào mùa hè năm 759, khi Sử Tư Minh phát động một chiến dịch lớn chống Đường tại Lạc Dương, ông để Sử Triều Thanh trấn giữ Phạm Dương và hợp binh với Sử Triều Nghĩa và các tướng khác của Đại Yên. Ông nhanh chóng chiếm được Lạc Dương, song đã bị đẩy lùi khi cố gắng tấn công kinh đô của Đường là Trường An, ông không thể chiếm được Thiểm Châu (陝州, tương ứng với Tam Môn Hiệp, Hà Nam ngày nay).

## Giết cha đoạt ngôi
Năm 761, sau khi đánh bại danh tướng nhà Đường là Lý Quang Bật ở Mang Sơn, Sử Tư Minh mang quân Yên tiến về phía tây nhằm đánh kinh đô Trường An của nhà Đường. Đường Túc Tông lo sợ, phải điều quân Thiểm châu về phòng ngự cho Trường An.
Sử Triều Nghĩa làm chỉ huy tiền quân đánh Thiểm Châu, song nhiều lần bị tướng Đường là Vệ Bá Ngọc (衛伯玉) đẩy lui. Sử Tư Minh tấn công Thiểm châu mấy lần không thắng, bèn lui về Vĩnh Ninh. Ngày 18 tháng 4, Sử Tư Minh lệnh cho Sử Triều Nghĩa phải xây dựng một pháo đào hình tam giác, lấy một ngọn đồi là 1 cạnh của thành, để dự trữ nguồn lương thảo. Vua cha hẹn rõ ngày ông phải hoàn tất.
Sử Triều Nghĩa xây xong thành nhưng chưa trát bùn, đúng lúc Sử Tư Minh đi kiểm tra, bèn quát khỏi Triều Nghĩa sao chưa chát bùn vào thành. Triều Nghĩa đáp rằng:
Tướng sĩ lao động đã mệt rồi, cho họ uống nước một lúc rồi sẽ làm tiếp.
Sử Tư Minh nóng ruột, bèn sai mấy chục thủ hạ đi cùng xuống ngựa, lấy bùn trát lên tường, một chốc đã làm xong. Tư Minh giận mắng Triều Nghĩa:
Đợi ta hạ được Thiểm Châu rồi sẽ dạy bảo ngươi!
Đêm đó, các thuộc cấp của Sử Triều Nghĩa là Lạc Duyệt (駱悅) và Sái Văn Cảnh (蔡文景) đã cảnh báo cho Triều Nghĩa rằng ông đang lâm vào tình cảnh nguy cấp và nếu ông từ chối hành động để hạ bệ Sử Tư Minh thì họ sẽ đào thoát đến Đường. Sử Triều Nghĩa vốn đã lo về việc cha yêu Sử Triều Thanh, nay nhân việc đó, sợ bị trị tội, bèn đồng ý hành động và họ Lạc đã thuyết phục được tướng bảo vệ của Sử Tư Minh chấp thuận âm mưu này.
Đêm hôm đó Sử Tư Minh bèn trở dậy đi ra nhà tiêu. Lạc Duyệt dẫn 300 lính phục kích. Tư Minh nghe động, bèn trèo tường nhảy ra, lấy được một con ngựa định phóng đi trốn, nhưng quân Triều Nghĩa bắn theo. Tư Minh bị trúng một phát tên ngã ngựa. Sau đó quân Triều Nghĩa lao tới chém chết Tư Minh.
Sử Triều Nghĩa giết cha, lại giết luôn mẹ con Tân hoàng hậu và Sử Triều Thanh, tự xưng là Yên Đế.

## Thất bại
Phạm Dương – căn cứ của chính quyền Đại Yên - rơi vào tình trạng tàn sát nội bộ. Sử Triều Nghĩa không ngừng tàn sát người cùng cánh với Sử Triều Thanh, mấy ngàn người bị giết, không yên ổn trong một thời gian.
Sử Triều Nghĩa vốn được coi là người tử tế và khiêm nhường, sẵn sàng lắng nghe các quân sư của ông. Tuy nhiên, ông phải đối mặt với tình hình lúc này, khu vực Lạc Dương, nằm thẳng dưới quyền kiểm soát của ông, đã bị chiến tranh tàn phá, và các tướng Đại Yên khác phần lớn là những người đi theo An Lộc Sơn trước đây và tự coi mình ngang hàng với Sử Tư Minh, và do vậy họ chỉ phục tùng trên danh nghĩa với Sử Triều Nghĩa. Mặc dù chính quyền Yên quản lý khắp Hà Bắc và Hà Nam – cơ nghiệp do Sử Tư Minh để lại – nhưng thực lực ngày càng suy mòn.
Ông bắt đầu chịu một số thất bại trước các tướng của Đường, và đã thất bại trong việc tiến đánh Lộ Châu (潞州, tương ứng Trường Trị, Sơn Tây ngày nay) và Tống Châu (宋州, tương ứng Thương Khâu, Hà Nam ngày nay). Sau khi củng cố lại lực lượng, nhà Đường quyết định ra quân chủ lực đánh Yên. Ung vương Lý Thích cùng các tướng Bộc Cố Hoài Ân, Quách Anh Nhân ra trận, có sự trợ giúp của Đăng Lý khả hãn của Hồi Cốt trợ chiến.
Tháng 10, năm 762, liên quân Đường - Hồi Cốt tổ chức tổng tấn công Sử Triều Nghĩa ở Lạc Dương. Triều Nghĩa không chống cự nổi, nhanh chóng bại trận, bỏ chạy lên Hà Bắc.
Sang tháng 1 năm 763, các Tiết độ sứ nước Yên như Trương Hiến Thành (張獻誠), Tiết Tung (薛嵩), Trương Trung Chí (tức Lý Bảo Thần 李寶臣), Điền Thừa Tự (田承嗣), Lý Hoài Tiên (李懷仙), và Lý Bão Trung (李抱忠), thấy Triều Nghĩa thất thế nên từ chối yêu cầu trợ giúp của ông và lần lượt phản Yên, trở lại hàng nhà Đường. Sử Triều Nghĩa bị quân Đường truy kích, bỏ chạy hết nơi này tới nơi khác nhưng đều bị các thủ hạ phản lại không dung nạp.
Sử Triều Nghĩa không còn đường dung thân, định chạy lên phía bắc chỗ người Hề hay Khiết Đan. Trong khi chạy, Triều Nghĩa bị thủ hạ cũ là Lý Hoài Tiên mới đầu hàng nhà Đường mang quân truy kích và ngăn chặn.
Triều Nghĩa trốn vào khu rừng rậm ở sách Ôn Tuyền cạnh thành Thạch Đầu, vẫn bị Hoài Tiên truy riết. Triều Nghĩa biết không còn đường thoát, bèn treo cổ tự vẫn trong rừng. Ông ở ngôi vua Đại Yên được 3 năm, không rõ năm đó ông bao nhiêu tuổi.
Lý Hoài Tiên tìm được xác Sử Triều Nghĩa, chặt đầu mang về kinh đô Trường An dâng Đường Đại Tông. Cái chết của Sử Triều Nghĩa đồng thời đánh dấu thời điểm triều Đại Yên diệt vong sau 8 năm tồn tại (756-763).

## Niên hiệu
Sử Triều Nghĩa dùng 1 niên hiệu duy nhất trong thời gian làm vua Đại Yên:
- Hiển Thánh (761-763)